# Mateașivka, Obuhiv
Mateașivka (în ucraineană Матяшівка) este un sat în comuna Hrîhorivka din raionul Obuhiv, regiunea Kiev, Ucraina.

## Demografie
Componența lingvistică a localității Mateașivka
     Ucraineană (97,63%)
     Rusă (2,37%)
Conform recensământului din 2001, majoritatea populației localității Mateașivka era vorbitoare de ucraineană (97,63%), existând în minoritate și vorbitori de rusă (2,37%).